# Una casa alla fine del mondo (romanzo)
Una casa alla fine del mondo (A Home at the End of the World) è un romanzo dello scrittore statunitense Michael Cunningham, da cui è stato tratto un film omonimo per la regia di Michael Mayer.
La vicenda è narrata in prima persona, con il narratore che cambia ad ogni capitolo. I principali narratori sono i personaggi di Bobby e Jonathan, ma diversi capitoli sono narrati da Alice (la madre di Jonathan) e Clare.

## Trama
Bobby è cresciuto in una casa alla periferia di Cleveland (Stati Uniti), dove il tema ricorrente sono le feste e la droga. Nonostante la sua giovane età, ha già dovuto assistere alla morte del suo amato fratello maggiore in un incidente domestico e a quella di sua madre, quando stringe amicizia con Jonathan, che viene da una famiglia protettiva, ma affettuosa. Dopo la morte del padre di Bobby, la famiglia di Jonathan decide di prendere in casa il ragazzo.
Bobby e Jonathan diventano grandi amici, sono legati più che se fossero fratelli, e arrivano ad avere dei rapporti sessuali. I due alla fine si perdono di vista, ma si ritroveranno ventenni nella New York degli anni '80, dove Bobby si stabilisce nell'appartamento che Jonathan (ormai apertamente gay) condivide con la sua eccentrica compagna di stanza Clare. La ragazza aveva progettato di avere un figlio da Jonathan, ma Bobby e Clare diventano amanti, mentre Jonathan prova ancora qualcosa per Bobby.
I tre formano così una loro "famiglia", mettendo in discussione le definizioni tradizionale di famiglia e amore, costretti però a fare i conti con le complicazioni del loro triangolo amoroso.

## Edizioni
- Michael Cunningham, Una casa alla fine del mondo, traduzione di Ettore Capriolo, Milano, Bompiani, 2016  [1990], ISBN 9788845282591.
- (EN) Michael Cunningham, A Home at the End of the World, read by: Colin Farrell, Dallas Roberts, Blair Brown, Jennifer Van Dyck, Macmillan Audio, 07/01/2004, ISBN 9781593973919.